# جويل بيترسون
جويل بيترسون (بالفنلندية: Joel Pettersson) (و. 1892 – 1937 م) هو رسام، ومؤلف، وكاتب مسرحي فنلندي، توفي عن عمر يناهز 45 عاماً.

## معرض صور

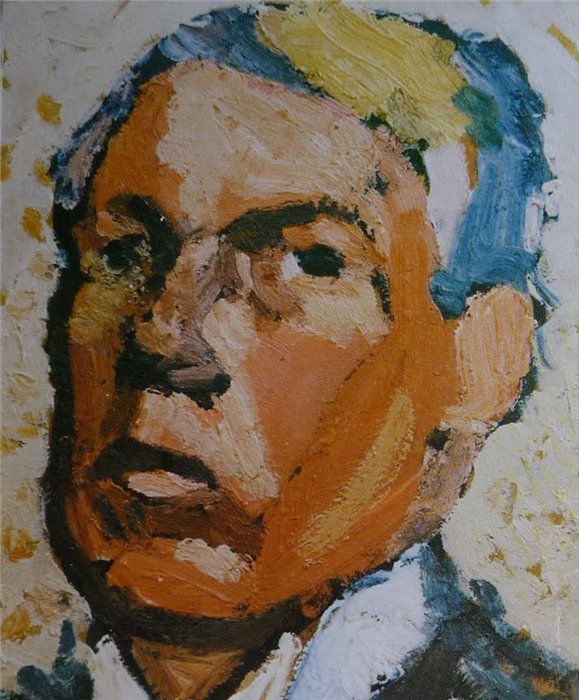
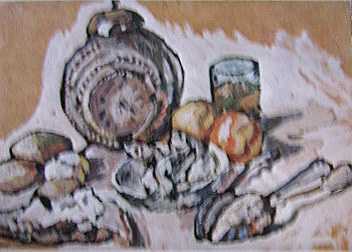
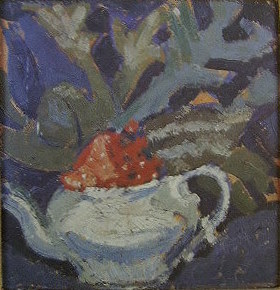
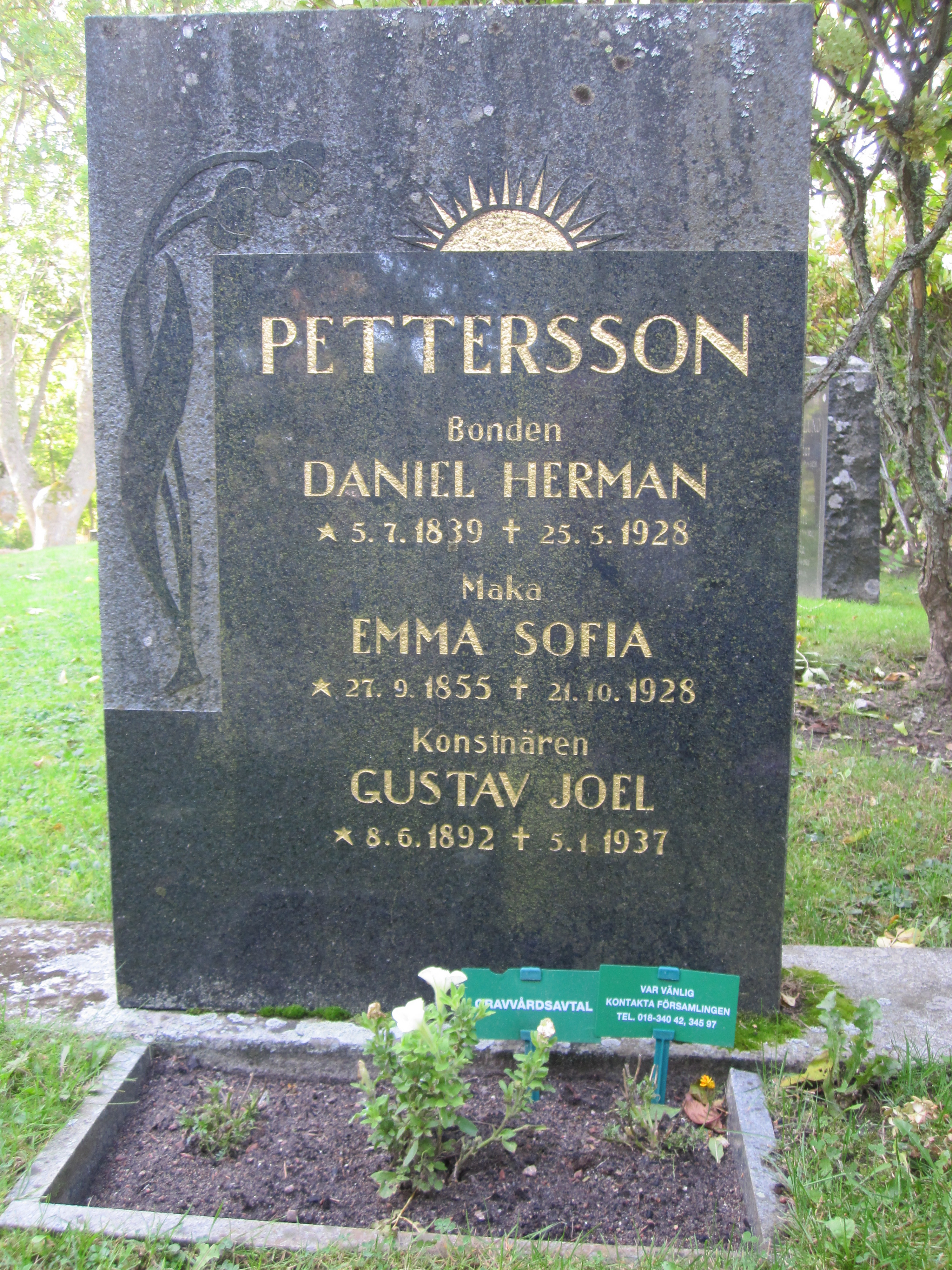
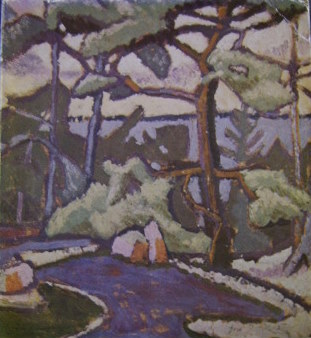